# Cuggiono
(Angelo Branduardi)
Cuggiono (Cugiònn in dialetto milanese, AFI: [kyˈdʒɔn]) è un comune italiano di 8 136 abitanti della città metropolitana di Milano in Lombardia.

## Geografia fisica

### Territorio
Il territorio di Cuggiono confina a nord con il comune di Buscate, a sud con l'abitato di Casate (frazione di Bernate Ticino), a est con il comune di Inveruno e a ovest con la frazione di Castelletto, grazie alla quale il territorio cuggionese giunge al Naviglio Grande e poi al Ticino. Fa inoltre parte del territorio del Parco del Ticino in Lombardia, confinante a ovest col Piemonte, dal quale è separato dal fiume Ticino.

### Geologia e idrografia

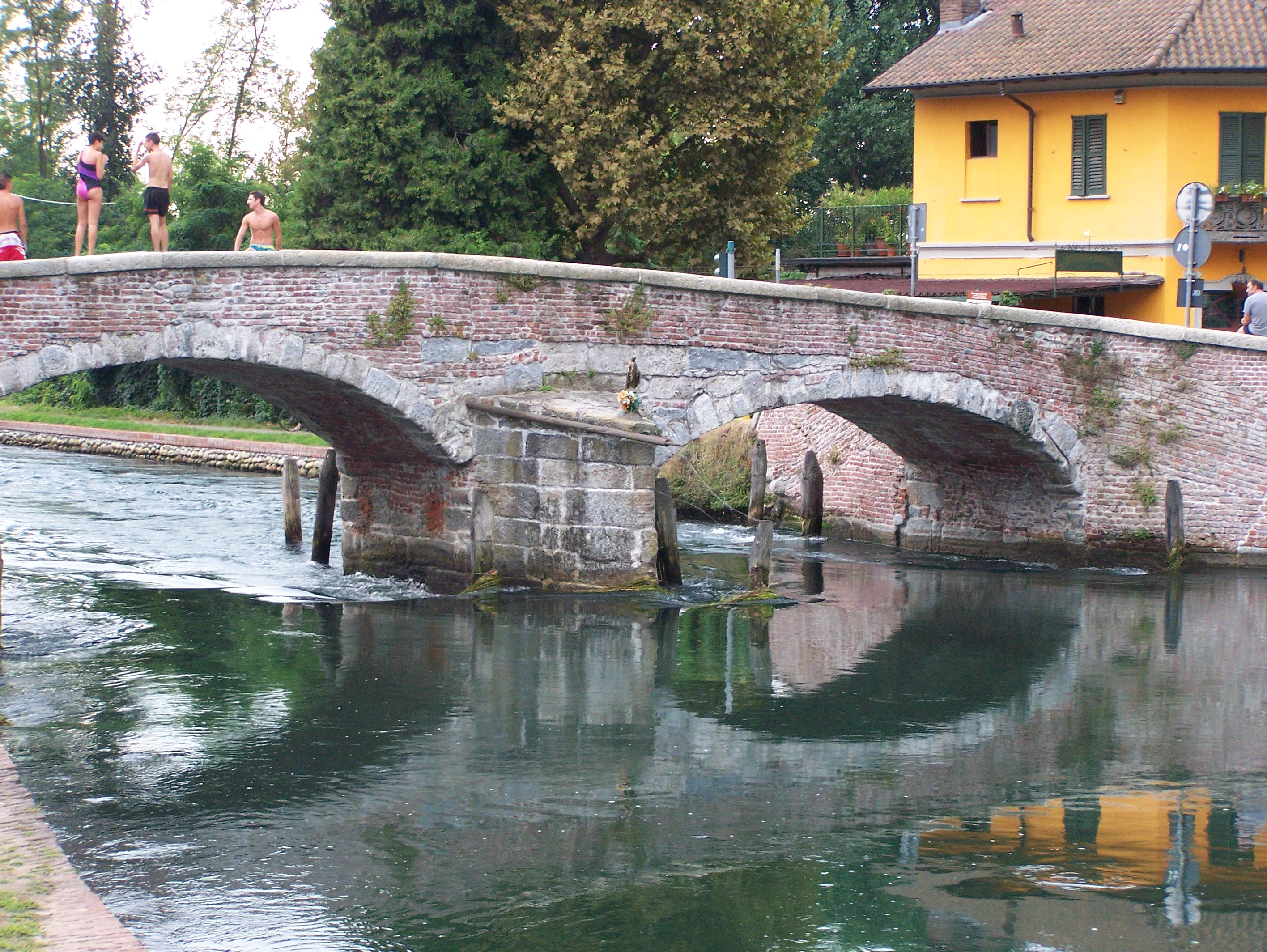
Il ponte di Castelletto di Cuggiono, che consente ancora oggi l'attraversamento del Naviglio Grande dal territorio di Cuggiono

Il territorio del comune di Cuggiono è situato a 157 m s.l.m. mentre degrada di circa 10 m in presenza della frazione di Castelletto, giungendo sino alle rive del Naviglio che attraversa l'abitato. Il Ticino è il principale corso d'acqua al quale il territorio comunale giunge.

### Sismologia
Dal punto di vista sismico Cuggiono presenta un rischio molto basso ed è stata classificata come il comune zona 4 (bassa sismicità) dalla protezione civile nazionale. Nella sua storia l'abitato ha risentito di cinque terremoti: quello del 1397 (5,37 ML), quello del 1895 (4,63 ML), quello del 2009 (2,3 ML), quello del 2011 (2,1 ML) e quello del 2013 (2,4 ML).

### Clima
Il clima di Cuggiono è continentale, tipico delle pianure settentrionali italiane con inverni freddi e abbastanza rigidi con diverse giornate di gelo, col fenomeno della nebbia; le estati, che risentono di elevate temperature che possono superare i 30 °C, presentano una umidità che può raggiungere l'80% causando quel fenomeno di caldo umido comunemente chiamato "afa". L'umidità non è comunque presente solo d'estate, ma è molto elevata tutto l'anno. I dati provenienti dalla vicina stazione meteorologica di Milano Malpensa, in ogni modo, indicano, in base alla media trentennale di riferimento (1961-1990) per l'Organizzazione Mondiale della Meteorologia, che la temperatura media del mese più freddo, gennaio, si attesta attorno a -4 °C; quella del mese più caldo, luglio, è appena sopra i +28 °C.
Il comune appartiene alla zona climatica E, 2617 GR/G. Cuggiono, come del resto gran parte dei comuni della Pianura Padana, soffre di scarsa ventilazione.
La piovosità si concentra principalmente in autunno e in primavera con un minimo relativo invernale e con una media annua superiore ai 1000 mm, con un minimo relativo invernale.
| CUGGIONO                   | Mesi | Mesi | Mesi | Mesi | Mesi | Mesi | Mesi | Mesi | Mesi | Mesi | Mesi | Mesi | Stagioni | Stagioni | Stagioni | Stagioni | Anno |
| CUGGIONO                   | Gen  | Feb  | Mar  | Apr  | Mag  | Giu  | Lug  | Ago  | Set  | Ott  | Nov  | Dic  | Inv      | Pri      | Est      | Aut      | Anno |
| -------------------------- | ---- | ---- | ---- | ---- | ---- | ---- | ---- | ---- | ---- | ---- | ---- | ---- | -------- | -------- | -------- | -------- | ---- |
| T. max. media (°C)         | 5    | 8    | 13   | 17   | 21   | 26   | 28   | 28   | 24   | 18   | 11   | 6    | 6,3      | 17       | 27,3     | 17,7     | 17,1 |
| T. min. media (°C)         | −3   | −2   | 2    | 5    | 10   | 13   | 15   | 15   | 12   | 7    | 2    | −2   | −2,3     | 5,7      | 14,3     | 7        | 6,2  |
| Precipitazioni (mm)        | 59   | 73   | 95   | 104  | 127  | 82   | 55   | 85   | 72   | 110  | 83   | 50   | 182      | 326      | 222      | 265      | 995  |
| Umidità relativa media (%) | 83   | 80   | 73   | 76   | 75   | 74   | 75   | 75   | 76   | 81   | 84   | 84   | 82,3     | 74,7     | 74,7     | 80,3     | 78   |
| Vento (direzione-m/s)      | SW 4 | SW 4 | SW 4 | SW 4 | S 4  | SW 4 | SW 4 | SW 4 | SW 4 | SW 4 | N 4  | SW 4 | 4        | 4        | 4        | 4        | 4    |

## Origini del nome
Il termine Cuggiono è di origine celtica. Esso deriva da cuslono che è composto dalla radice cus che in celtico significa "bosco", "macchia", e dal suffisso ono che significa "luogo". Letteralmente quindi, Cuggiono indica un luogo accanto a un bosco. Nel corso dei secoli il nome Cuggiono ha subito diversi cambiamenti passando da Cusonum a Cucionum e Cuzono e infine acquisendo la grafia attuale.

## Storia

### Le origini dell'abitato e i ritrovamenti archeologici
Le prime tracce di insediamenti umani nel territorio di Cuggiono risalgono a tempi antichissimi come prova il ritrovamento, in prossimità dell'agglomerato urbano attuale, di interessanti reperti archeologici, ora raccolti nel museo archeologico di Legnano: in località Scansioeu sono stati rinvenuti un vaso alto circa 20 cm formato da zone tronco-coniche alternativamente colorate in rosso e in nero, vari bicchieri a calice, bronzi e fittili di epoca gallica, oltre a fibule a forma di sanguisuga, tintinnambuli, anelli, pinzette, ornamenti a forma di lucertola, braccialettini, vasi per alimenti, coppe, ciotole. I fittili gallici hanno la caratteristica tipica di essere realizzati con una terra molto fine (talvolta scura) e di essere levigati a semilucenza esterna; presentano inoltre, notevoli varietà di tonalità dovute a disuguaglianza di colore nella cottura. Dagli scavi in località "Galizia" provengono due teste leonine con disco traforato destinate, forse, a un astuccio in cuoio. Dalla presenza di questi reperti si può dedurre dunque che i primi abitanti della zona siano stati i galli insubri, i quali erano totemisti e come tali pensavano che all'origine delle varie tribù vi fosse un animale o una pianta, da qui la loro venerazione di acque, pietre e piante e l'origine etimologica stessa dell'abitato di Cuggiono.

### Il periodo medievale

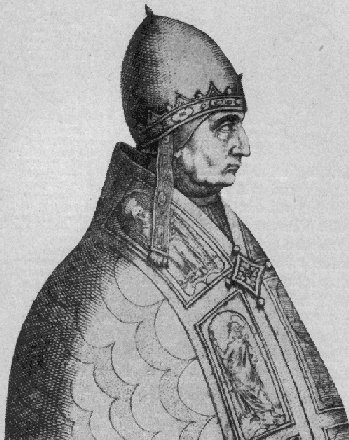
Papa Urbano III Crivelli, nacque a Cuggiono

La storia di Cuggiono è strettamente legata a quella dei Crivelli, una famiglia nobile di origine antichissima della quale si hanno notizie storiche a partire dal 337 d.C. anno in cui il nome dei Crivelli fu inscritto nella Chiesa Metropolitana di Milano. La famiglia fu per lungo tempo feudataria di Cuggiono e diede a Milano il suo ventottesimo arcivescovo, Ausano di Milano, che morì nel 567, alla vigilia della conquista longobarda dell'Italia settentrionale. Dopo la conquista franca dell'VIII secolo, Cuggiono divenne parte di uno dei cinque contadi in cui era divisa la campagna milanese: il Seprio.
Nel 1098 si trova un "Ottone da Cuciono" che figura testimone in un contratto di vendita tra Algerio fu Valone e Ariberto, prete, fu Ambrogio da Castano; nel 1149 si riscontra invece che Giovanni d'Arzago, abate di Sant'Ambrogio, investì Domenico, Pietro, Pastore e Guala Crivelli, tutti figli di altro Guala, delle rive, ghiaie e boschi di Brinate (ora Bernate) e Cusonno (ora Cuggiono), affinché le ritenessero a nome di feudo del monastero di Sant'Ambrogio. Nel 1150 Guala Crivelli era feudatario di Cuggiono e dei dintorni. Suo figlio Uberto salì al soglio pontificio nel 1185 col nome di Urbano III; egli resse i destini della chiesa per due anni nel periodo caotico e turbolento della lotta fra il papato e l'impero per la supremazia politica in Europa.

### Dal Cinquecento a oggi
Nel 1533 Cuggiono, che faceva parte della pieve di Dairago, diventò feudo di Castellano Maggi. Nel 1559 il feudo di Dairago fu venduto agli Arconati. Nel 1648 la Real Camera sottrasse il feudo agli Arconati, dietro la restituzione della somma che essi avevano pagato ai Maggi al momento della compravendita e ne vendette una parte alla famiglia Della Croce.
Cuggiono, che era rimasta libera da ogni vincolo feudale, decise di acquistare la redenzione impegnandosi a pagare 10.475 lire milanesi per evitare di essere nuovamente infeudato.
Nel 1672 una parte di Cuggiono, detta Cuggiono Minore, accettò di divenire feudo della famiglia Piantanida: i suoi abitanti infatti pur di essere sollevati dai debiti contratti per l'acquisto della redenzione, decisero di rinunciare alla propria indipendenza. Nel 1676 i Piantanida si offrirono di acquistare anche la restante parte di Cuggiono, ma la Real Camera la cedette alla famiglia Clerici alla quale rimase sino al 1768, anno in cui a causa della mancanza di eredi, Cuggiono ritornò alla Real Camera. Curioso è il fatto di questa successione che coinvolse Carlo Ludovico Clerici, uno dei personaggi più importanti della Milano spagnola del suo tempo. I Clerici, infatti, da qualche tempo avevano posto la loro attenzione sulla terra di Cuggiono, il cui borgo era diviso in Cuggiono Maggiore e Cuggiono Minore. Con l'intento di scalzare la famiglia concorrente dei Piantanida per ottenere l'intero feudo, il Clerici fece comunque un'offerta molto bassa per gli oltre 200 fuochi (famiglie) presenti in paese, sperando di poter contare sull'influenza della sua famiglia, ma proprio per questo motivo il Magistrato Straordinario che a Milano si occupava dei feudi ai nobili, decise di concedere l'intero possedimento ai Piantanida. Carlo Ludovico mise quindi sul piatto della bilancia l'influenza della sua famiglia e riuscì a ottenere che il Magistrato Straordinario non solo riaprisse l'infeudamento per Cuggiono Maggiore, ma anche per Cuggiono Minore che già i Piantanida avevano acquistato nel 1673. Favorito in questo da Carlo II di Spagna, il Clerici riuscì a ottenere il feudo di Cuggiono Maggiore ma addivenne a un accordo coi Piantanida, consentendo loro di possedere la parte di Cuggiono Minore.

### Simboli
Lo stemma è stato concesso con regio decreto del 15 ottobre 1936.
Il Comune ha composto il proprio emblema utilizzando alcune figure araldiche presenti negli stemmi di famiglie lombarde che hanno segnato la storia del territorio di Cuggiono: il frassino deriva dal blasone dei Piantanida (anche se nello stemma della casata erano rappresentati dei pioppi); le due colonne provengono dallo stemma della famiglia Clerici; mentre il crivello è simbolo della famiglia Crivelli.
Il gonfalone è un drappo di rosso al palo di giallo.

## Monumenti e luoghi d'interesse

### Architetture religiose

#### Chiesa parrocchiale di San Giorgio

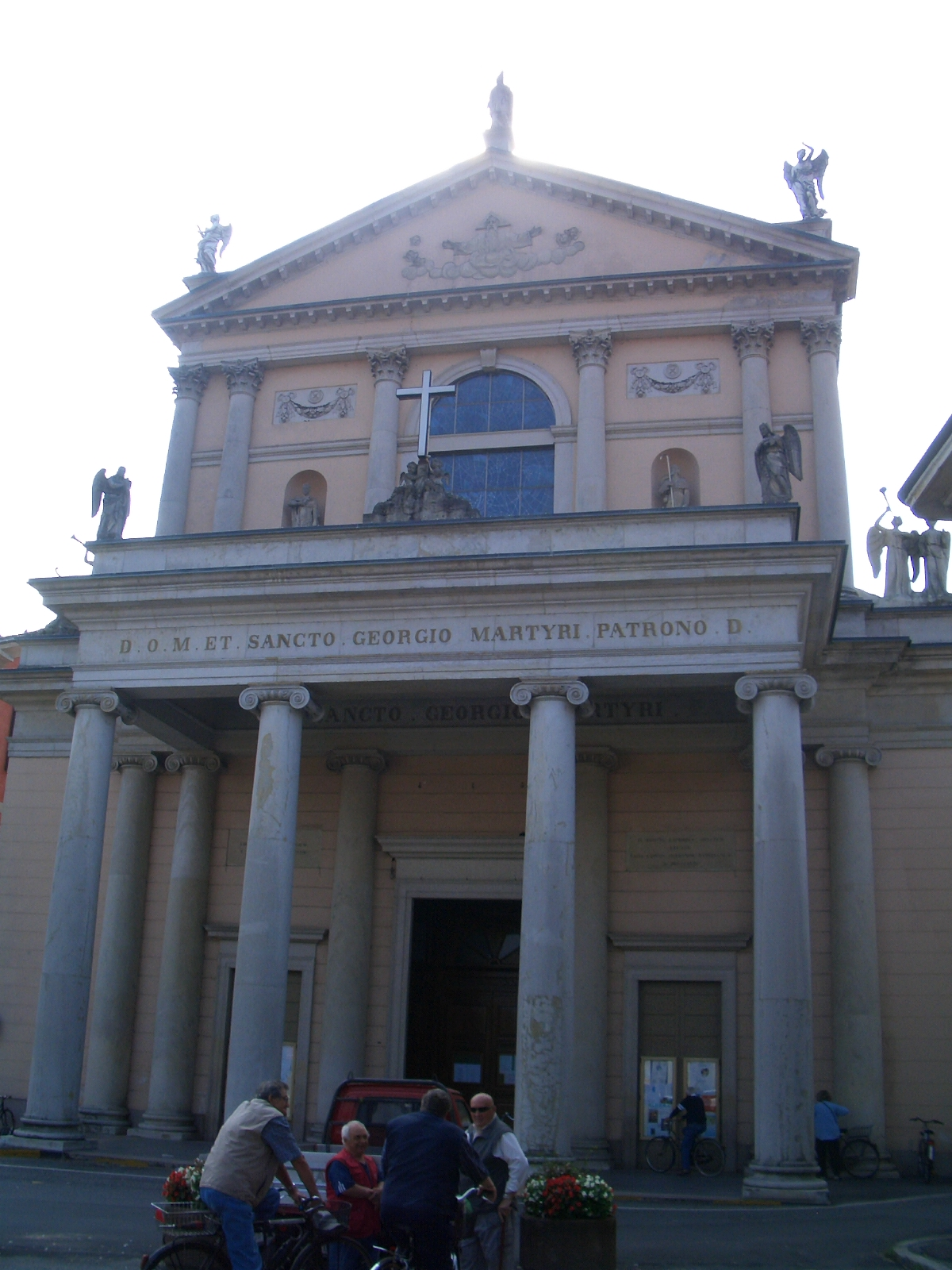
La chiesa parrocchiale di San Giorgio a Cuggiono

Cuggiono fu da sempre un rilevante centro religioso dell'area del Naviglio Grande e si ha ragione di credere che la dedicazione della chiesa a San Giorgio, sia da ricondursi a una tradizione di origine longobarda.
Il primo nucleo della chiesa sorse probabilmente attorno all'VIII secolo, ma si ha ragione di credere che essa non fosse che una piccola cappella dedicata perlopiù al culto dei defunti, subendo in seguito radicali trasformazioni che mutarono radicalmente l'assetto della struttura originaria, mantenendo però inalterati l'orientamento del tempio (rivolto con l'abside a est) e la posizione del campanile sulla facciata.
San Carlo Borromeo, giunto in visita pastorale a Cuggiono nel 1576, aveva ravvisato la necessità di ampliare la chiesa parrocchiale in quanto non corrispondente al sempre crescente numero di fedeli della borgata, ma fu solo con Federigo Borromeo nel 1605 che venne presa la decisione di costruire una nuova chiesa parrocchiale, grazie all'opera del parroco, Don Melchiorre Galizia che si avvalse del famoso architetto Francesco Maria Richini per la realizzazione del progetto. La prima pietra del nuovo edificio venne posta in loco il 25 aprile 1606 e la struttura venne aperta al culto già nel 1633. La precedente chiesa parrocchiale assunse il ruolo di chiesa sussidiaria e venne demolita solo nel 1960 per far spazio a nuove unità abitative.
Lo scultore Carlo Garavaglia, forse nativo di Cuggiono, si preoccupò di realizzare tra il 1654 e il 1659 l'altare maggiore in legno (di cui rimane solo il tabernacolo) e tra il 1650 e il 1660 uno splendido coprifonte battesimale, oltre alla balaustra dell'organo.

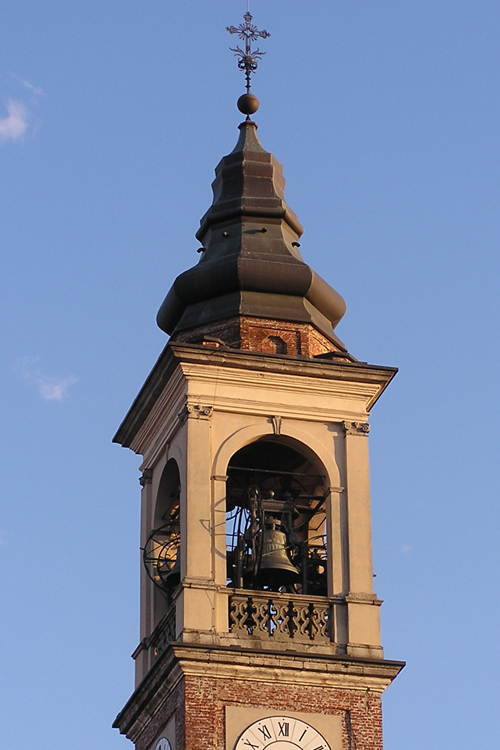
Il campanile "a cipolla" della chiesa parrocchiale

All'interno della chiesa, nel 1648 Galeazzo Arconati-Visconti (famoso per aver donato il Codice Atlantico di Leonardo da Vinci alla Biblioteca Ambrosiana), fece completare la cappella della Madonna del Carmine, mentre l'architetto e scultore ticinese Francesco Calone venne incaricato della costruzione dell'altare maggiore, la cui pala principale è opera di Carlo Francesco Nuvolone. La cappella di San Benedetto martire è decorata con una tela di scuola leonardesca rappresentante "San Giorgio che offre al Bambino la testa del drago".
Le quattro enormi statue in marmo presenti all'interno della chiesa parrocchiale risalgono invece al XVIII secolo e sono opera dei fratelli Pozzi di Milano che le avevano originariamente create per la Chiesa di San Francesco Grande di Milano.

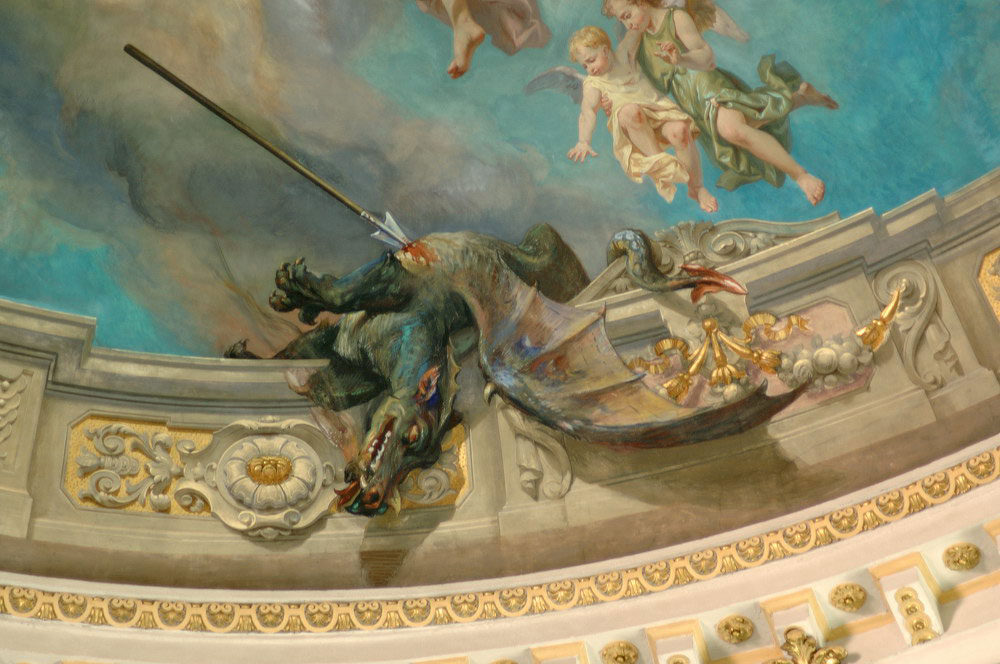
Il drago ucciso nella "Gloria di San Giorgio", patrono della chiesa parrocchiale di Cuggiono, sul soffitto affrescato della chiesa

Nel 1802, su disegno di Leopold Pollack, venne costruito un nuovo altare maggiore in marmo, che andò a sostituire quello ligneo di Carlo Garavaglia. Nel 1817 venne ricostruito anche un nuovo organo (quello precedente, un Vavassori, risaliva al 1643) a opera di Eugenio Biroldi, ampliato poi tra il 1864 e il 1865 dai fratelli Prestinari di Magenta.
Al termine dei lavori interni rimaneva però ancora incompleta la facciata, che venne terminata solo nel 1845 su progetto dell'architetto Giovanni Battista Bossi e nel 1889 venne realizzato il concerto di campane per la torre.
Tra il 1908 e il 1910 vennero realizzati da Luigi Morgari e Aristide Secchi altri affreschi, tra cui spiccano la "Gloria di San Giorgio" dipinta sulla volta posta all'incrocio tra il transetto e la navata principale della chiesa, e l'"Assunzione di Maria" sul catino absidale.
Il campanile è alto 65 metri alla croce e possiede un concerto di 8 campane in Sib2 Pruneri del 1889 (il Sib2 è stato rifuso da Mazzolla nel 1951).

#### Chiesa di San Rocco

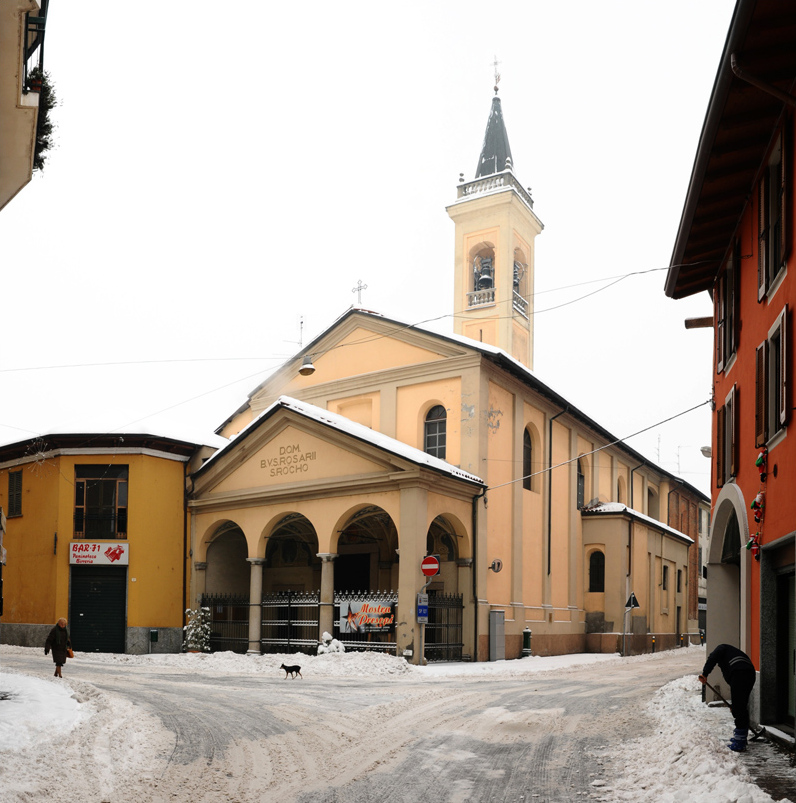
Chiesa di San Rocco di Cuggiono con la neve

La chiesa di San Rocco venne costruita dalla "Schola di San Rocco" di Cuggiono nel XVI come voto di questa confraternita se la città fosse stata liberata dalla peste e dalla sifilide. A partire dal 1524, dunque, con la diminuzione degli ammalati, la fratrìa diede inizio alla raccolta di fondi per la costruzione dell'edificio, mentre l'appezzamento di terreno venne donato dal nobile Ugone Crivelli, proprio sul bivio tra le strade che conducevano a Castano Primo ed a Castelletto.
Sebbene l'opera fosse stata fortemente voluta nell'anno della sua istituzione, dopo poco il progetto si bloccò per lo scarso consenso di cui la confraternita godeva in paese, a vantaggio della Confraternita dell'Assunta sua controparte. Dopo quasi vent'anni dall'inizio del progetto, questo venne abbandonato per l'impossibilità dell'esecuzione e pertanto la confraternita propose ai frati domenicani della grangia di Castelletto di Cuggiono (dipendente dal monastero di Sant'Eustorgio in Milano) di acquisire la parte di immobile costruita e tutto il terreno già donato dai Crivelli per il progetto, con l'unica clausola di portare a termine il progetto. I domenicani accettarono il contratto e lo sottoscrissero il 10 giugno 1542 col notaio Dionigi De Magistris, presso il quale controfirmò anche il rettore della comunità milanese, e la donazione venne confermata nel 1566 da papa Pio V e nel 1585 da papa Sisto V. Il progetto venne portato avanti ora grazie ai finanziamenti della famiglia Della Croce, feudatari della Pieve di Dairago, i quali consentirono la trasformazione della chiesa adiacente alla chiesa a residenza con due monaci e un converso. Sempre i Dalla Croce richiesero alla comunità dei frati che comparisse il loro stemma sopra il portale centrale e sopra l'affresco dell'altar maggiore rappresentante la Vergine Addolorata, ritrovato durante alcuni restauri negli anni '80 del Novecento e ancora oggi presente nella chiesa.
La confraternita, sempre più legata ai domenicani, finì per cambiare dedicazione e passare dal patronato di san Rocco a quello della Madonna del Santo Rosario, in linea con la teologia domenicana, fondata il 29 ottobre 1570 presso Sant'Eustorgio a Milano, per firma di frate Filippo Biglia, maestro generale dei domenicani.
Quando, con la bolla "Instaurandae" di Innocenzo X, il 10 dicembre 1652, vennero soppressi i conventi e gli insediamenti religiosi poco numerosi, i domenicani dovettero abbandonare anche la grangia di Castelletto, pur mantenendo la proprietà di tutti i terreni e gli immobili realizzati in loco.
La chiesa venne ampliata nuovamente nel XVIII secolo con la realizzazione del coro nel 1717 a opera dei fratelli Giovanni Battista, Andrea e Gerolamo Provino, aiutati dai loro figli, che abbatterono anche l'antico abside seicentesco. Al termine di questi lavori, la confraternita si impegnò anche per l'acquisizione di un nuovo altar maggiore che venne affidato nel 1743 al marmista Carlo Antonio Giudici di Viggiù. Al 1773 è invece ascrivibile il campanile che svetta a breve distanza da quello della chiesa parrocchiale, dotato di un concerto di quattro campane. L'organo è settecentesco.
La confraternita decadde nel 1786 quando, sulla base delle disposizioni dell'imperatore Giuseppe II, la confraternita dovette fondersi con quella del Santissimo Sacramento già presente in paese e molto più numerosa. La chiesa venne restaurata nel 1864 per mano della Confraternita del Santissimo Sacramento.

#### Ex Chiesa di Santa Maria in Braida

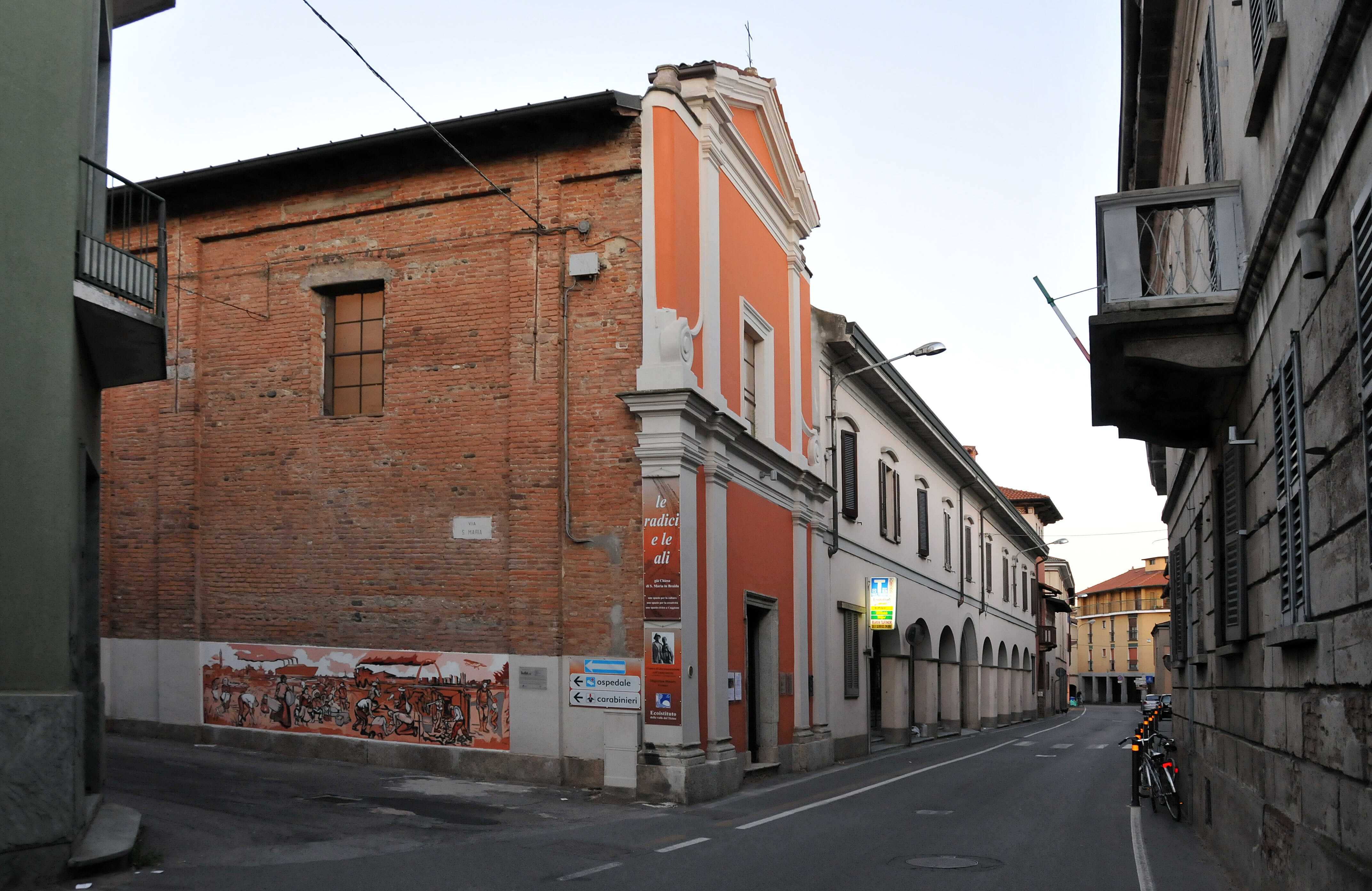
L'ex chiesa di Santa Maria in Braida tra via San Rocco e via Santa Maria

La chiesa di Santa Maria in Braida venne costruita nell'attuale posizione tra via San Rocco e via Santa Maria (dal nome appunto delle chiese che vi si trovano attorno) nel 1777, dopo la demolizione della precedente struttura risalente al XIII secolo, che sorgeva a circa 50 metri dalla chiesa attuale e che era stata lentamente incorporata in una casa colonica (poi abbattuta nel 1997).
La costruzione nel Settecento venne promossa dai fratelli Antonio, Ambrogio e Vincenzo Carisi nei pressi della loro abitazione e realizzata su progetto del capomastro locale Antonio Lualdi sotto la cui direzione, nel tempo record di quattro mesi, la struttura venne eretta interamente e benedetta quindi dal canonico milanese nobile Antonio Piantanida che apparteneva per l'appunto alla famiglia che era feudataria di "Cuggiono minore".
Il nome caratteristico di Santa Maria in Braida è un chiaro rimando però a un termine ancora più antico, di origine longobarda, col quale appunto si definiva una pianura, un'area pianeggiante e poi un campo, ovvero un'area agricola asciutta coltivata pur trovandosi all'interno del centro abitato.
Nell'Ottocento, pur rimanendo in gran parte a uso pubblico anche se costruita da privati, la chiesa venne largamente utilizzata dalla parrocchia per le proprie processioni oltre che come oratorio femminile dal 1846 sino al 1894. Alla morte degli eredi Carisi, la villa, la chiesa e tutte le proprietà della famiglia passarono ai parenti più prossimi, gli Oltrona Visconti e poi da questi ai Lurani e infine ai Mapelli. Questi ultimi decisero di vendere l'intera proprietà e la chiesa negli anni '80 del Novecento ad una società immobiliare che iniziò il frazionamento degli ambienti per ricavarne degli appartamenti da vendere. A causa del fallimento dell'impresa costruttrice, ad ogni modo, il fabbricato e la chiesa vennero messi all'asta.
Quando le case vennero riscattate, si scoprì che la chiesa era stata accatastata dalla fallita impresa come "edificio commerciale" con l'area destinata a negozio nella navata e l'abside come magazzino. Fondamentale risultò a questo punto l'intervento dell'Ecoistituto della Valle del Ticino che si ripropose di utilizzare la chiesa per scopi pubblici, esattamente come quando era stata costruita. Il contratto comprese un accordo trentennale rinnovabile di comodato gratuito in cambio della ristrutturazione e del mantenimento della struttura, in gran parte condotto da volontari locali. Attualmente ospita il Centro di Studi sull'Emigrazione di Cuggiono per lo studio della storia dei migranti italiani all'estero tra Ottocento e Novecento.

### Architetture civili

#### Villa Annoni

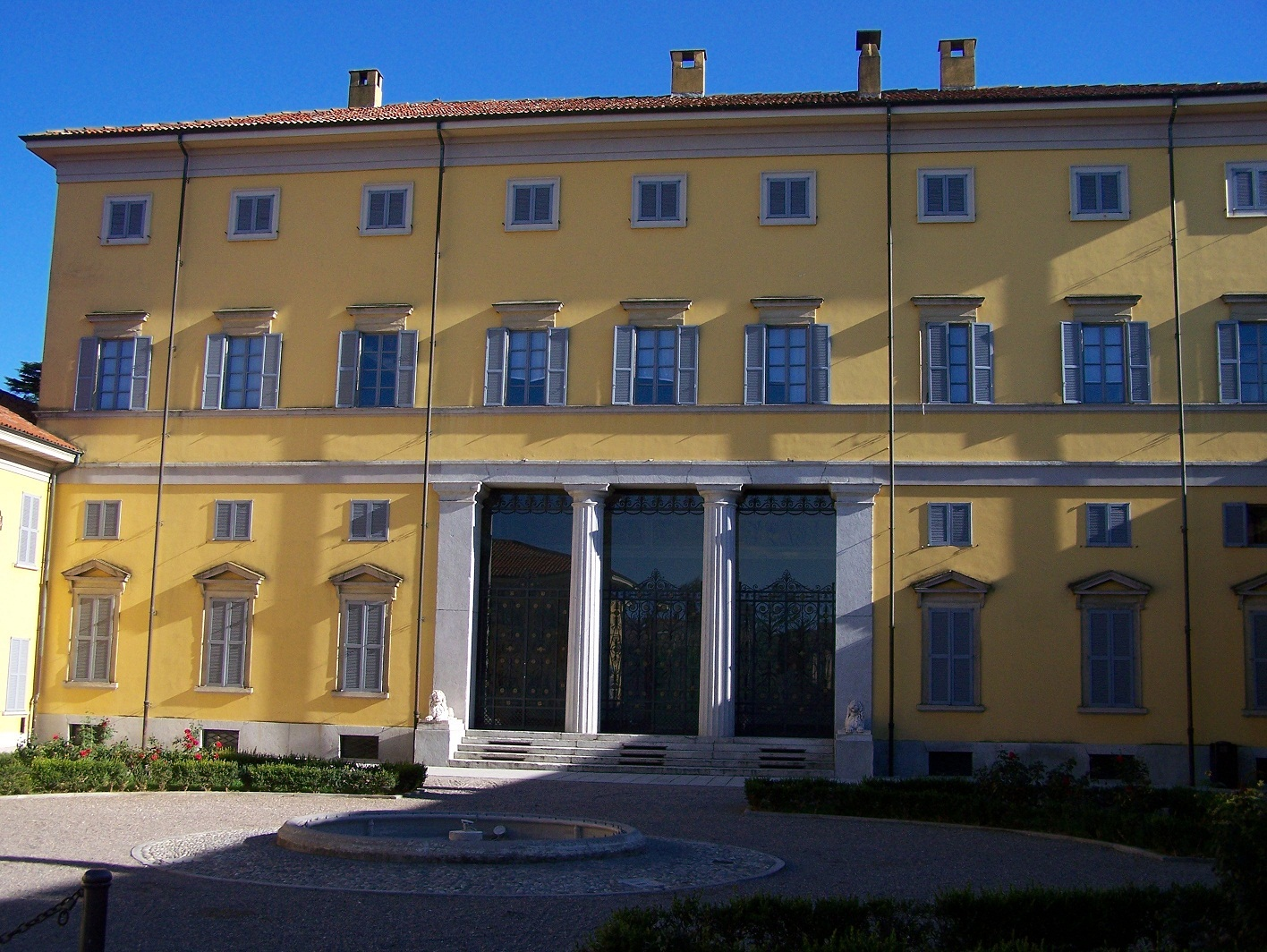
Il fronte principale di Villa Annoni

Villa Annoni (passata poi per proprietà alla famiglia Cicogna), è una maestosa villa neoclassica, risalente all'epoca napoleonica, edificata nel 1809 dall'architetto milanese Zanoja. L'edificio presenta una tipica pianta a "U" il che fa supporre che sia stata edificata su un edificio preesistente, risalente quasi certamente al Settecento. Il corpo centrale era destinato ad abitazione, mentre i corpi laterali svolgevano la funzione di locali di servizio, stalle e scuderie: l'intera superficie coperta supera i 4000 m²
La villa è decorata con pregevolissime e imponenti colonne di granito di Baveno, che coronano una piccola scalinata anch'essa in granito, ai lati della quale si trovano due sculture rappresentanti due leoni araldici in marmo bianco. Il portone è in ferro battuto e lastroni di cristallo ed è andato probabilmente a sostituire un più antico portale in legno. La villa, passata dai proprietari al senatore Pietro Bellora, è oggi di proprietà comunale e ospita il municipio cittadino.
Di grande rilevanza è anche l'immenso parco di 230.000 m², realizzato in stile romantico con tratti all'inglese, ricco di piante indigene ed esotiche, che ancora oggi si distingue come il secondo parco recintato più grande della Lombardia dopo quello di Monza.
La villa e il suo parco sono stati scelti nel 2015 e nel 2016 come ambientazione della terza e della quarta edizione del programma televisivo Bake Off Italia.

#### Villa Clerici di Rovellasca
Villa Clerici è un edificio risalente al Settecento che si trova ancora oggi nel centro storico di Cuggiono. Esso venne commissionato dalla famiglia dei Clerici di Rovellasca (da non confondere coi Clerici feudatari di Cuggiono) all'architetto Lurani.
La villa dispone di un cortile doppio con un colonnato e di un ampio parco interno retrostante la villa, contenente diverse specie arboree centenarie. All'interno della villa è presente anche una cappella privata con aree destinate alla servitù, oltre a una ghiacciaia del XVIII secolo.
L'interno della villa venne parzialmente ridecorato negli anni '20 del Novecento quando la famiglia raggiunse un nuovo picco di splendore grazie all'acquisizione della proprietà della società "Industrie Elettriche di Legnano".
Attualmente la proprietà è dell'ex-vicepresidente della Regione Lombardia, Mario Mantovani.

#### Villa Piazza

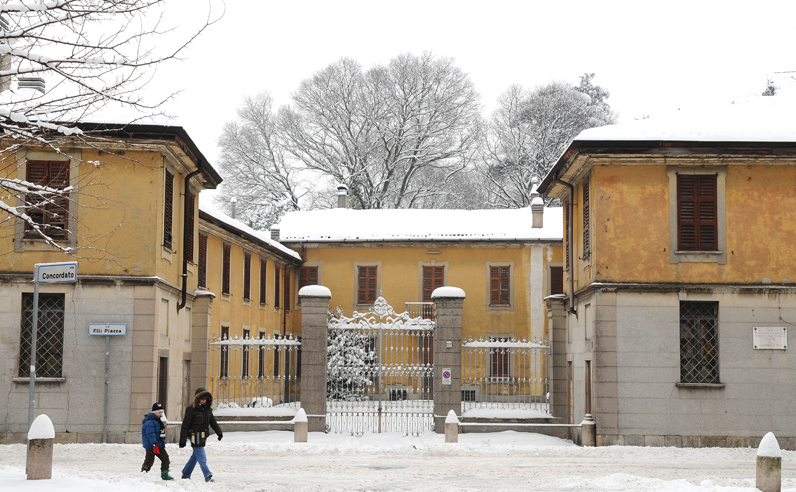
Villa Piazza

Posta presso l'attuale omonima strada, la villa si presenta come una struttura realizzata appena fuori dal tessuto cittadino antico di Cuggiono.
La villa è nota in quanto fu la casa di nascita dei fratelli Luigi e Camillo Piazza, martiri della rivolta di Milano del 1853.

#### Monumento ai Caduti

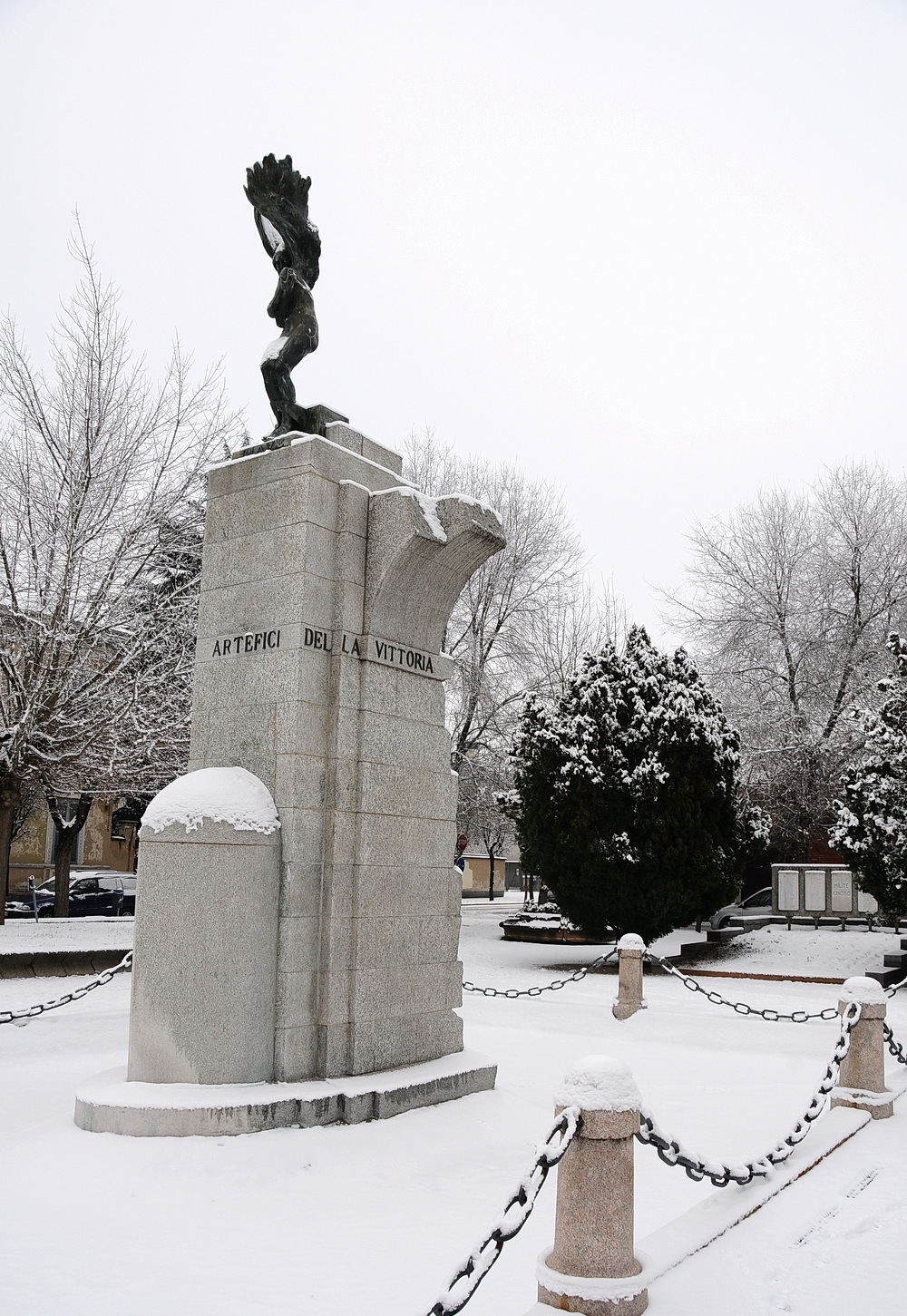
Il monumento ai caduti di Cuggiono

Nel mezzo della piazza della Vittoria sorge il monumento dedicato ai cuggionesi caduti nella Grande Guerra; si pose la prima pietra nel 1923, fu inaugurato l'anno successivo e venne a costare circa 110 000 lire. È costituito da una figura di donna alata, in bronzo, avvinta per i piedi a un pilone di ponte nell'atto di compiere lo sforzo finale per liberarsi dalla stretta. Rappresenta la “Vittoria” della guerra 1915 – 1918, “incatenata al Piave”, secondo l'espressione di Gabriele d'Annunzio. Sul pilone diroccato spicca la dedica: “Cuggiono agli Artefici della Vittoria” e l'acqua che lo circonda vuole rappresentare quella del famoso fiume Veneto. Artistica e pregevole è la statua opera dello scultore Arrigo Manerbi. Altri due esemplari simili, eseguiti dallo stesso autore, si possono trovare nella città di Ferrara e all'ingresso principale del Vittoriale di Gardone Riviera, dove spicca su un'alta colonna di Granito.

#### Palazzo Clerici (Castelletto)

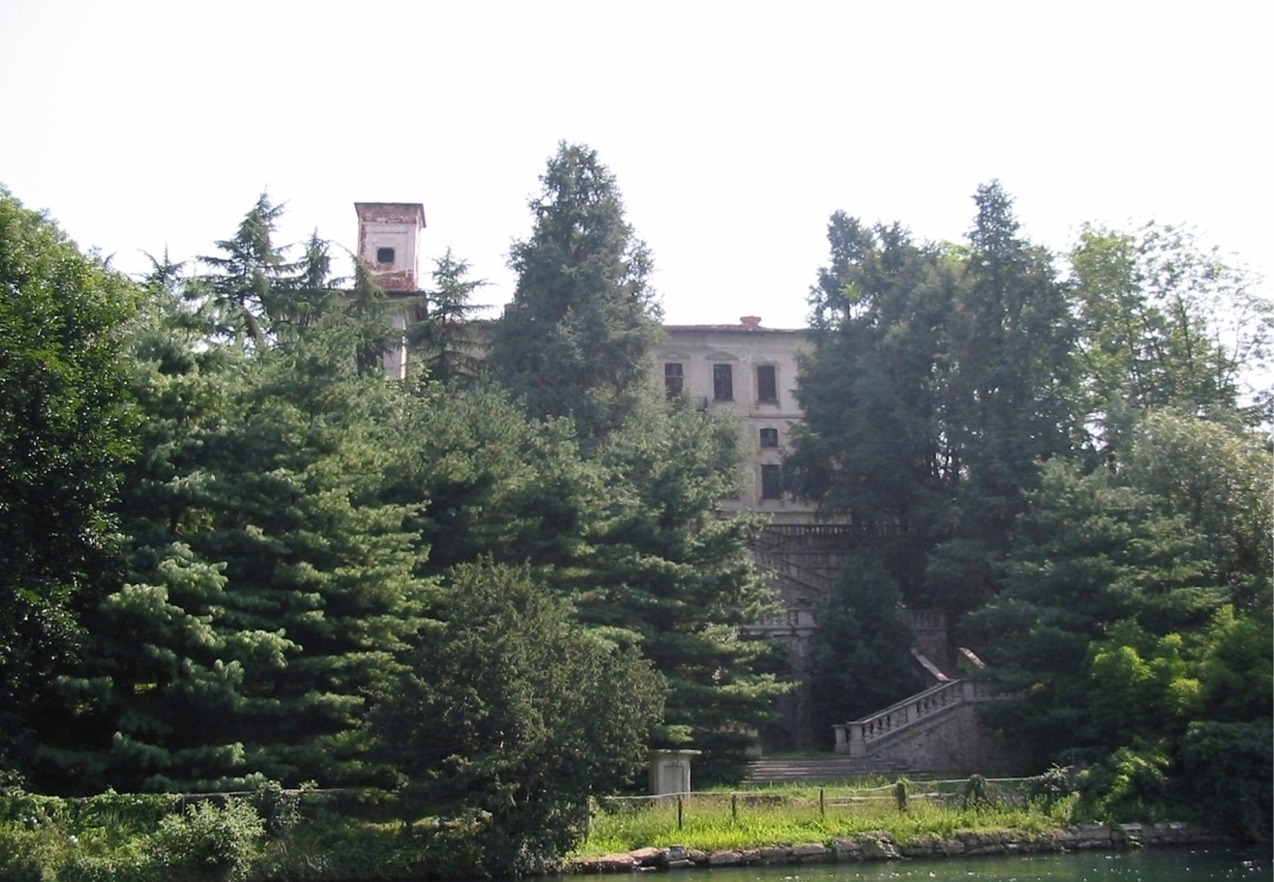
Palazzo Clerici a Castelletto

Con il termine Castelletto si definisce ora un'area frazione del comune di Cuggiono, ma un tempo esso era identificativo dell'unico edificio di grande rilievo presente nell'area: il grandioso Palazzo Clerici.
Sorto lungo la sponda sinistra del Naviglio Grande, probabilmente sulle vestigia di un antico fortilizio medievale posto a guardia del Ticino, l'agglomerato locale viene già citato in un documento del 988 d.C.
Quando iniziò la costruzione del Palazzo Clerici nel 1685, l'assetto del borgo venne totalmente rivoluzionario e ancora oggi esso rimane intatto.
La struttura della villa è imponente: essa si affaccia sul Naviglio da uno sperone naturale ed è caratterizzata da un grande corpo chiuso a cortili e caratterizzato dalla presenza di due torri con servizio di piccionaia.
Rilevante è la grandiosa scalinata barocca che scende dalla villa sino alle acque del Naviglio Grande e che un tempo veniva utilizzata come imbarcadero per i nobili che vi attraccavano per poi giungere comodamente sino alla villa, evitando di passare attraverso il borgo.

### L'ospedale

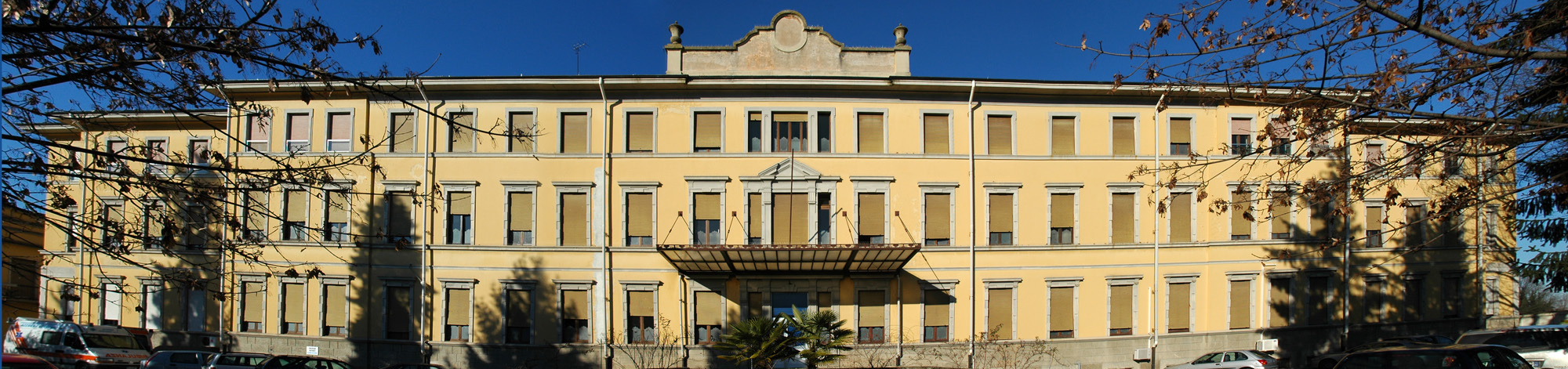
L'ospedale vecchio di Cuggiono

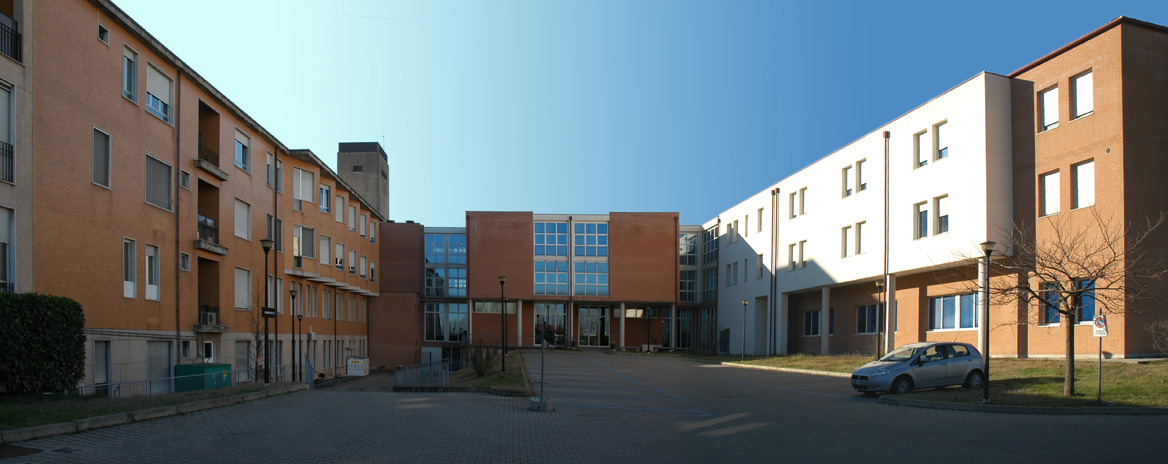
L'ospedale nuovo

L'ospedale di Cuggiono è uno dei più antichi dell'area dell'ovest milanese, essendo stato eretto nel XVIII secolo grazie a un lascito testamentario del possidente terriero Benedetto Gualdoni, nato e residente a Milano, ma con case e terre a Cuggiono. Nel suo testamento redatto il 4 aprile 1762, sottoscrive:
Fu probabilmente già il medico condotto Domenico Zucchetti, scomparso nel 1730, a suggerire al Gualdoni l'idea di devolvere il proprio discreto patrimonio alla costruzione di un ospedale da chiamarsi Luogo Pio San Benedetto, oltre naturalmente al triste spettacolo degli ammalati cuggionesi portati all'Ospedale Maggiore di Milano su carretti malfermi o barchetti lungo il Naviglio Grande.
Morti sia il Gualdoni sia la moglie usufruttuaria, nel 1790 il lascito appariva però insufficiente per l'apertura e la gestione dell'auspicato nosocomio e pertanto si rese necessaria la creazione di un'associazione per seguire i malati a domicilio che rimarrà tale sino al 1807 quando in essa vennero riunite le Congregazioni di Carità che facevano capo allo Stato. Tutto cambiò nel 1825 quando, con la morte della cuggionese Geltrude Beolchi, questa per testamento lasciò tutti i suoi beni alla Congregazione di Carità perché realizzasse questa finalmente la volontà del Gualdoni. L'eredità comprendeva tra le altre cose un palazzetto di famiglia che venne trasformato in ospedale, grazie all'operato del valente architetto Luigi Canonica. L'opera ebbe inizio il 30 aprile 1835.
La struttura rimase tale sino alla prima guerra mondiale quando, di pari passo coi progressi della medicina, si renderà necessario espandere ulteriormente l'ospedale. Il nuovo ospedale venne riprogettato e inaugurato l'8 dicembre 1929 a servizio, oltre che del comune di Cuggiono, anche di quelli di Arconate, Bernate Ticino, Buscate, Castano Primo, Inveruno, Nosate, Robecchetto con Induno e Turbigo.
La struttura dell'ospedale vecchio passò di proprietà al municipio di Cuggiono che dapprima lo affittò ad alcuni artigiani e poi, dal 1948, lo vendette all'Istituto Mater Orphanorum (in origine fondato a Castelletto nel 1945), per l'accoglienza di giovani orfane.

## Società

### Evoluzione demografica
Abitanti censiti

### Etnie e minoranze straniere
Secondo i dati ISTAT al 31 dicembre 2023 i cittadini stranieri residenti a Cuggiono erano 769 e rappresentavano il 9,52% della popolazione residente. Le nazionalità maggiormente rappresentate erano:
1. Romania, 136
2. Albania, 134
3. Pakistan, 111
4. Egitto, 67
5. Ucraina, 62
6. Marocco, 42
7. Sri Lanka, 29
8. Tunisia, 23
9. Perù, 19
10. Ecuador, 17

Guardando invece ai Paesi di nascita della popolazione residente, 950 residenti al 31 dicembre 2023 erano nati all'estero, corrispondendo all'11,76% della popolazione comunale. I Paesi di nascita maggiormente rappresentati erano:
1. Albania, 158
2. Romania, 123
3. Pakistan, 107
4. Ucraina, 65
5. Egitto, 59
6. Marocco, 59
7. Ecuador, 32
8. Perù, 25
9. Sri Lanka, 24
10. Tunisia, 24

### Lingue e dialetti
Nel Comune è molto diffuso il dialetto cuggionese, variante dell'insubre. Esso è in buona sostanza una lingua romanza derivata dal latino di cui all'interno ancora si risentono gli influssi.

### Religione
La maggioranza della popolazione è cattolica e nell'abitato sono presenti due parrocchie cattoliche, parte dell'arcidiocesi di Milano. Inoltre è anche presente una parrocchia ortodossa di lingua romena.

### Istituzioni, enti e associazioni

#### Corpo Musicale Santa Cecilia
La banda cittadina è presente sin dal 1830.

## Economia
L'agricoltura è senza dubbio una delle attività economiche primarie di Cuggiono: le colture di mais, frumento, orzo, segale e avena sono largamente diffuse e accanto a esse sono presenti numerosi allevamenti di bovini, suini e ovini. Oltre a un artigianato molto fiorente, particolarmente sviluppata è l'industria tessile che nel secondo dopoguerra ha soppiantato le filande preesistenti e la lavorazione del baco da seta, grazie alla sua più moderna tecnologia.

## Infrastrutture e trasporti
Il comune è collegato, tramite le uscite Cuggiono nord e Cuggiono sud, con la bretella autostradale inaugurata nel 2008 che collega direttamente Malpensa con l'autostrada A4 Milano-Torino, con Magenta e Castano Primo.
Il comune è collegato con i comuni del magentino, del legnanese e con Milano attraverso un servizio di autolinee gestito da Movibus.
Fra il 1879 e il 1952 la località era servita altresì dalla tranvia Milano-Castano Primo altresì nota con il soprannome di Gambadelegn.

## Amministrazione

### Sindaci durante ilRegno d'Italia
| nome        | carica  | dal  | al   | partito        | anno e luogo di nascita  | anno e luogo di morte | note                 |
| ----------- | ------- | ---- | ---- | -------------- | ------------------------ | --------------------- | -------------------- |
| ...         |         |      |      |                |                          |                       |                      |
| Aldo Annoni | sindaco | 1877 | 1889 | Destra storica | Padova, 2 settembre 1831 | Ello, 13 ottobre 1900 | Nobile, poi Senatore |
| ...         |         |      |      |                |                          |                       |                      |

### Sindaci durante laRepubblica Italiana
| nome                  | carica      | dal               | al                | partito                                              | anno e luogo di nascita | anno e luogo di morte | note |
| --------------------- | ----------- | ----------------- | ----------------- | ---------------------------------------------------- | ----------------------- | --------------------- | ---- |
| Angelo Pagani         | Sindaco     | 1945              | 1946              |                                                      |                         |                       |      |
| Giuseppe Badi         | Sindaco     | 1946              | 1952              |                                                      |                         |                       |      |
| Luigi Venegoni        | Sindaco     | 1952              | 1970              |                                                      |                         |                       |      |
| Angelo Garavaglia     | Sindaco     | 1970              | 1975              |                                                      |                         |                       |      |
| Bandino Calcaterra    | Sindaco     | 1975              | 1985              |                                                      |                         |                       |      |
| Carlo Salmoiraghi     | Sindaco     | 1986              | 1993              | DC-PSI-PSDI                                          |                         |                       |      |
| Maria Pia Dommarco    | Commissario |                   |                   |                                                      |                         |                       |      |
| Luciano Chiari        | Sindaco     | 12 giugno 1994    | 24 maggio 1998    | Lega Nord                                            |                         |                       |      |
| Sante Sperindio       | Sindaco     | 24 maggio 1998    | 26 maggio 2002    | Lista civica                                         |                         |                       |      |
| Giuseppe Locati       | Sindaco     | 26 maggio 2002    | 27 maggio 2007    | Lista civica di centro-destra                        |                         |                       |      |
| Giuseppe Locati       | Sindaco     | 27 maggio 2007    | 6 maggio 2012     | Lista civica di centro-destra                        |                         |                       |      |
| Flavio Polloni        | sindaco     | 6 maggio 2012     | 11 giugno 2017    | Lista civica di centro-sinistra                      | Cuggiono, 30-04-1975    |                       |      |
| Maria Teresa Perletti | sindaco     | 11 giugno 2017    | 13 febbraio 2020  | FI-LN-NCD                                            | Rho, 29-06-1956         |                       |      |
| Lucia Falcomatà       | Commissario | 14 febbraio 2020  | 22 settembre 2020 |                                                      |                         |                       |      |
| Giovanni Cucchetti    | sindaco     | 22 settembre 2020 | in carica         | Cuggiono democratica-Lista civica di centro-sinistra | Cuggiono, 12-12-1956    |                       |      |

### Gemellaggi
- Herrin, dal 2015

Il 17 luglio 2015, presso la sala consigliare del comune di Cuggiono e la Town Hall di Herrin, viene ufficializzato il gemellaggio tra Cuggiono e Herrin con la firma dei sindaci Flavio Polloni e Steve Frattini.